# Christian Günter
Christian Günter (* 28. února 1993, Villingen-Schwenningen, Německo) je německý fotbalový obránce a reprezentant, v současnosti působí v německém klubu SC Freiburg.

## Klubová kariéra
V profesionálním fotbale debutoval v dresu SC Freiburg, kde působil i v mládežnických týmech.

## Reprezentační kariéra
Günter reprezentoval Německo v mládežnických kategoriích.
Trenér Horst Hrubesch jej nominoval na Mistrovství Evropy hráčů do 21 let 2015 konané v Praze, Olomouci a Uherském Hradišti.
V A-týmu německé reprezentace debutoval 13. 5. 2014 v přátelském utkání v Hamburku proti Polsku (remíza 0:0).

## Úspěchy
Individuální
- Nejlepší jedenáctka sezóny Bundesligy podle kickeru – 2021/22[4]